# 1 000 kilomètres de Silverstone 1987
Navigation
Édition précédente Édition suivante
Les 1 000 kilomètres de Silverstone 1987 (officiellement appelé le Autoglass 1000 km), disputées le 10 mai 1987 sur le Circuit de Silverstone ont été la cinquième manche du Championnat du monde des voitures de sport 1987.

## La course

### Classement de la course
Voici le classement officiel au terme de la course,,,.
- Les premiers de chaque catégorie du championnat du monde sont signalés par un fond jaune.
- Pour la colonne Pneus, il faut passer le curseur au-dessus du modèle pour connaître le manufacturier de pneumatiques.
- Les voitures ne réussissant pas à parcourir 75% de la distance du gagnant sont non classées (NC).

| Pos   | Classe | no  | Écurie                      | Pilotes                                               | Châssis                            | Pneus | Tours | Temps               |
| Pos   | Classe | no  | Écurie                      | Pilotes                                               | Moteur                             | Pneus | Tours | Temps               |
| ----- | ------ | --- | --------------------------- | ----------------------------------------------------- | ---------------------------------- | ----- | ----- | ------------------- |
| 1     | C1     | 4   | Silk Cut Jaguar             | Eddie Cheever Raul Boesel                             | Jaguar XJR-8                       | D     | 210   | 5 h 03 min 06 s 220 |
| 1     | C1     | 4   | Silk Cut Jaguar             | Eddie Cheever Raul Boesel                             | Jaguar 7.0L V12 Atmo               | D     | 210   | 5 h 03 min 06 s 220 |
| 2     | C1     | 5   | Silk Cut Jaguar             | Jan Lammers John Watson                               | Jaguar XJR-8                       | D     | 210   | + 5 s 580           |
| 2     | C1     | 5   | Silk Cut Jaguar             | Jan Lammers John Watson                               | Jaguar 7.0L V12 Atmo               | D     | 210   | + 5 s 580           |
| 3     | C1     | 17  | Rothmans Porsche AG         | Hans-Joachim Stuck Derek Bell                         | Porsche 962C                       | D     | 210   |                     |
| 3     | C1     | 17  | Rothmans Porsche AG         | Hans-Joachim Stuck Derek Bell                         | Porsche Type-935 3.0L Flat-6 Turbo | D     | 210   |                     |
| 4     | C1     | 18  | Rothmans Porsche AG         | Jochen Mass Bob Wollek                                | Porsche 962C                       | D     | 202   | + 8 tours           |
| 4     | C1     | 18  | Rothmans Porsche AG         | Jochen Mass Bob Wollek                                | Porsche Type-935 3.0L Flat-6 Turbo | D     | 202   | + 8 tours           |
| 5     | C1     | 1   | Brun Motorsport             | Walter Brun Uwe Schäfer Jesús Pareja                  | Porsche 962C                       | M     | 200   | + 10 tours          |
| 5     | C1     | 1   | Brun Motorsport             | Walter Brun Uwe Schäfer Jesús Pareja                  | Porsche Type-935 2.8L Flat-6 Turbo | M     | 200   | + 10 tours          |
| 6     | C2     | 102 | Swiftair Ecurie Ecosse      | David Leslie Ray Mallock                              | Ecosse C286                        | A     | 191   | + 19 tours          |
| 6     | C2     | 102 | Swiftair Ecurie Ecosse      | David Leslie Ray Mallock                              | Ford Cosworth DFL 3.3L V8 Atmo     | A     | 191   | + 19 tours          |
| 7     | C2     | 111 | Spice Engineering           | Gordon Spice Fermín Vélez                             | Spice SE86C                        | A     | 191   | + 19 tours          |
| 7     | C2     | 111 | Spice Engineering           | Gordon Spice Fermín Vélez                             | Ford Cosworth DFL 3.3L V8 Atmo     | A     | 191   | + 19 tours          |
| 8     | C2     | 101 | Swiftair Ecurie Ecosse      | Johnny Dumfries Mike Wilds                            | Ecosse C286                        | A     | 190   | + 20 tours          |
| 8     | C2     | 101 | Swiftair Ecurie Ecosse      | Johnny Dumfries Mike Wilds                            | Ford Cosworth DFL 3.3L V8 Atmo     | A     | 190   | + 20 tours          |
| 9     | GTP    | 21  | Richard Cleare Racing       | James Weaver Andrew Gilbert-Scott Richard Cleare (pl) | March 85G                          | ?     | 187   | + 23 tours          |
| 9     | GTP    | 21  | Richard Cleare Racing       | James Weaver Andrew Gilbert-Scott Richard Cleare (pl) | Porsche Type-962 2.8L Flat-6 Turbo | ?     | 187   | + 23 tours          |
| 10    | C2     | 106 | Kelmar Racing               | Ranieri Randaccio Maurizio Gellini Pasquale Barberio  | Tiga GC85 (en)                     | A     | 184   | + 26 tours          |
| 10    | C2     | 106 | Kelmar Racing               | Ranieri Randaccio Maurizio Gellini Pasquale Barberio  | Ford Cosworth DFL 3.3L V8 Atmo     | A     | 184   | + 26 tours          |
| 11    | C2     | 123 | Charles Ivey Racing         | Ian Taylor Pete Lovett (en)                           | Tiga GC287                         | A     | 179   | + 31 tours          |
| 11    | C2     | 123 | Charles Ivey Racing         | Ian Taylor Pete Lovett (en)                           | Porsche Type-935 2.6L Flat-6 Turbo | A     | 179   | + 31 tours          |
| 12    | C2     | 181 | Dune Motorsport             | Duncan Bain Neil Crang Jean Krucker                   | Tiga GC287                         | A     | 177   | + 33 tours          |
| 12    | C2     | 181 | Dune Motorsport             | Duncan Bain Neil Crang Jean Krucker                   | Rover V64V 3.0L V6 Atmo            | A     | 177   | + 33 tours          |
| 13    | C2     | 104 | URD Junior Team             | Rudi Seher Hellmut Mundas Rudi Thomann                | URD C81/2                          | A     | 150   | + 60 tours          |
| 13    | C2     | 104 | URD Junior Team             | Rudi Seher Hellmut Mundas Rudi Thomann                | BMW M88 3.5L I6 Atmo               | A     | 150   | + 60 tours          |
| 14    | C2     | 178 | Automobiles Louis Descartes | Sylvain Boulay Dominique Lacaud Gérard Tremblay       | ALD C2                             | A     | 148   | + 62 tours          |
| 14    | C2     | 178 | Automobiles Louis Descartes | Sylvain Boulay Dominique Lacaud Gérard Tremblay       | BMW M88 3.5L I6 Atmo               | A     | 148   | + 62 tours          |
| 15 NC | C2     | 121 | Cosmik Racing GP Motorsport | Dudley Wood Costas Los                                | Tiga GC287                         | A     | 123   | + 87 tours          |
| 15 NC | C2     | 121 | Cosmik Racing GP Motorsport | Dudley Wood Costas Los                                | Ford Cosworth DFL 3.3L V8 Atmo     | A     | 123   | + 87 tours          |
| 16 NC | C2     | 190 | Roy Baker Racing            | John Sheldon Robert Peters                            | Tiga GC286                         | A     | 87    | + 123 tours         |
| 16 NC | C2     | 190 | Roy Baker Racing            | John Sheldon Robert Peters                            | Ford Cosworth BDT-E 2.1L I4 Turbo  | A     | 87    | + 123 tours         |
| Abd.  | C1     | 2   | Brun Motorsport             | Massimo Sigala Oscar Larrauri                         | Porsche 962C                       | M     | 165   | Accident            |
| Abd.  | C1     | 2   | Brun Motorsport             | Massimo Sigala Oscar Larrauri                         | Porsche Type-935 2.8L Flat-6 Turbo | M     | 165   | Accident            |
| Abd.  | C1     | 6   | Silk Cut Jaguar             | Martin Brundle John Nielsen                           | Jaguar XJR-8                       | D     | 165   | Ressort de soupape  |
| Abd.  | C1     | 6   | Silk Cut Jaguar             | Martin Brundle John Nielsen                           | Jaguar 7.0L V12 Atmo               | D     | 165   | Ressort de soupape  |
| Abd.  | C2     | 125 | Oudet Racing                | Jean-Claude Justice (de) Bruno Sotty Patrick Oudet    | Tiga GC84/5                        | ?     | 132   | Accident            |
| Abd.  | C2     | 125 | Oudet Racing                | Jean-Claude Justice (de) Bruno Sotty Patrick Oudet    | Ford Cosworth DFL 3.3L V8 Atmo     | ?     | 132   | Accident            |
| Abd.  | C2     | 103 | John Bartlett Racing        | John Bartlett Val Musetti (en) Kenneth Leim           | Bardon DB1/2                       | ?     | 123   | Moteur              |
| Abd.  | C2     | 103 | John Bartlett Racing        | John Bartlett Val Musetti (en) Kenneth Leim           | Ford Cosworth DFL 3.3L V8 Atmo     | ?     | 123   | Moteur              |
| Abd.  | C1     | 10  | Porsche Kremer Racing       | Volker Weidler Kris Nissen Allen Berg                 | Porsche 962C                       | Y     | 122   | Accident            |
| Abd.  | C1     | 10  | Porsche Kremer Racing       | Volker Weidler Kris Nissen Allen Berg                 | Porsche Type-935 2.8L Flat-6 Turbo | Y     | 122   | Accident            |
| Abd.  | C1     | 61  | Kouros Mercedes             | Henri Pescarolo Mike Thackwell                        | Sauber C9                          | M     | 108   | Suspension          |
| Abd.  | C1     | 61  | Kouros Mercedes             | Henri Pescarolo Mike Thackwell                        | Mercedes-Benz M117 5.0L V8 Turbo   | M     | 108   | Suspension          |
| Abd.  | C2     | 127 | Chamberlain Engineering     | Nick Adams Graham Duxbury (en)                        | Spice SE86C                        | A     | 105   | Accident            |
| Abd.  | C2     | 127 | Chamberlain Engineering     | Nick Adams Graham Duxbury (en)                        | Hart 418T 1.8L I4 Turbo            | A     | 105   | Accident            |
| Abd.  | C2     | 198 | Roy Baker Racing            | David Andrews Max Cohen-Olivar                        | Tiga GC286                         | A     | 42    | Embrayage           |
| Abd.  | C2     | 198 | Roy Baker Racing            | David Andrews Max Cohen-Olivar                        | Ford Cosworth DFL 3.3L V8 Atmo     | A     | 42    | Embrayage           |
| Abd.  | C1     | 13  | Primagaz Competition        | Yves Courage Hervé Regout                             | Cougar C20                         | M     | 35    | Boite de vitesses   |
| Abd.  | C1     | 13  | Primagaz Competition        | Yves Courage Hervé Regout                             | Porsche Type-935 2.6L Flat-6 Turbo | M     | 35    | Boite de vitesses   |
| Abd.  | C1     | 15  | Liqui Moly Equipe           | Mauro Baldi Jonathan Palmer                           | Porsche 962C GTi                   | G     | 25    | Moteur              |
| Abd.  | C1     | 15  | Liqui Moly Equipe           | Mauro Baldi Jonathan Palmer                           | Porsche Type-935 2.8L Flat-6 Turbo | G     | 25    | Moteur              |
| Np.   | C2     | 117 | Team Lucky Strike Schanche  | Martin Schanche Will Hoy                              | Argo JM19B                         | A     | -     | Moteur              |
| Np.   | C2     | 117 | Team Lucky Strike Schanche  | Martin Schanche Will Hoy                              | Zakspeed 1.9L I4 Turbo             | A     | -     | Moteur              |
| Nq.   | C2     | 177 | Automobiles Louis Descartes | Jacques Heuclin Louis Descartes                       | ALD C2                             | A     | -     | Moteur              |
| Nq.   | C2     | 177 | Automobiles Louis Descartes | Jacques Heuclin Louis Descartes                       | Audi (WRT) 1.8L I4 Turbo           | A     | -     | Moteur              |

## Pole position et record du tour
- Pole position :  Hans-Joachim Stuck (#17 Porsche AG) en 1 min 15 s 110
- Meilleur tour en course :  Eddie Cheever (#4 Silk Cut Jaguar) en 1 min 18 s 120

## À noter
- Longueur du circuit : 4,778 km
- Distance parcourue par les vainqueurs : 1 003,410 km